# پرگارومی
پرگارومی (به اسپانیایی: Pergarumi) یک کوه در پرو است که در Peru, Ancash Region واقع شده‌است. پرگارومی ۵٬۰۰۰ متر بالاتر از سطح دریا واقع شده‌است.